# Capture de Tobrouk (1942)
Ne doit pas être confondu avec Capture de Tobrouk (1941).
Campagne d'Afrique du Nord de la Seconde Guerre mondiale
Batailles
Guerre du Désert
- Invasion de l'Égypte
- Compass (Fort Capuzzo
- Nibeiwa
- Sidi Barrani
- Bardia
- Tobrouk (1941)
- Mechili
- Beda Fomm)
- Koufra
- Siège de Giarabub
- Sonnenblume
- El Agheila (1941)
- Siège de Tobrouk (Raid sur Bardia
- Raid Twin Pimples)
- Skorpion
- Brevity
- Battleaxe
- Crusader (Flipper
- Bir el Gubi (novembre 1941)
- Point 175
- Bir el Gubi (décembre 1941))
- Fort Lamy
- Gazala (Bir Hakeim
- Tobrouk (1942))
- Mersa Matruh
- El Alamein (juillet 1942) (Raid sur l'aérodrome de Sidi Haneish)
- Alam el Halfa
- Agreement (Caravan)
- Bertram
- Braganza
- El Alamein (octobre 1942) (Avant-poste Snipe)
- El Agheila (1942)

Débarquement allié en Afrique du Nord
- Blackstone
- Casablanca
- Reservist
- Terminal
- Port Lyautey
- Brushwood

Campagne de Tunisie
- Course pour Tunis
- Ligne Mareth
- Sidi Bouzid
- Kasserine
- Sejnane
- Ochsenkopf
- Capri
- Ksar Ghilane
- Pugilist
- El Guettar
- Wadi Akarit
- Longstop Hill
- Hill 609
- Vulcan
- Flax
- Retribution
- Strike

La capture de Tobrouk par les forces de l'Axe, également connue sous le nom de chute de Tobrouk ou la deuxième bataille de Tobrouk (17-21 juin 1942) est un épisode de la guerre du Désert en Libye pendant la Seconde Guerre mondiale. Elle opposa la Panzerarmee Afrika du Generalfeldmarschall Erwin Rommel composé d'unités allemandes et italiennes aux forces alliées de la 8e armée du Général Neil Ritchie.
Les forces de l'Axe avaient mené le siège de Tobrouk pendant huit mois en 1941 avant que ses défenseurs, devenus un emblème de la résistance, ne soient relevés en décembre. Les commandants britanniques avaient décidé de ne pas défendre Tobrouk pour la deuxième fois et ses champs de mines avaient été démantelés pour être utilisés dans la « ligne Gazala » à l'ouest. À la mi-1942, la garnison comprenait de nombreuses troupes inexpérimentées et le 15 juin 1942, le nouveau major-général, Hendrik Klopper (en), de la 2e division sud-africaine en prit le commandement. Un immense stock de fournitures avait été accumulé autour du port pour l'opération Acrobat mais les forces de l'Axe devancèrent l'attaque par la mise en œuvre de l'opération Venise et le début de la bataille de Gazala le 26 mai 1942. La 8e armée est vaincue et repoussée à l'est de Tobrouk, la laissant isolée. Le Premier ministre britannique, Winston Churchill, accorda une grande importance à la valeur symbolique de Tobrouk et il y eut un échange de signaux ambigus conduisant à l'encerclement de la garnison plutôt qu'à son évacuation comme prévu à l'origine.
La Panzerarmee Afrika attaqua Tobrouk avec un soutien aérien massif, pénétra un point faible du périmètre défensif oriental en capturant le port et 33 000 prisonniers, une grande partie de la garnison du périmètre ouest n'ayant pas été impliquée dans les combats. La capitulation était la deuxième plus grande capitulation de l'armée britannique dans la guerre, après la bataille de Singapour (février 1942). La perte de Tobrouk porta un coup sévère aux dirigeants britanniques et précipita une crise politique en Grande-Bretagne. De façon inattendue, la défaite suscita une sympathie supplémentaire des États-Unis pour les Britanniques et l'expédition de fournitures et d'équipements des États-Unis au Moyen-Orient fut accélérée. Rommel persuada les commandants de l'Axe que la logistique militaire capturée à Tobrouk et l'état de désorganisation des forces britanniques permettraient à l'Axe d'occuper facilement l'Égypte et le canal de Suez.
L'opération Herkules, l'invasion de Malte, fut reportée et les forces aériennes de l'Axe soutinrent la poursuite en Égypte à la place, qui fut entravée par des contraintes d'approvisionnement car la Panzerarmee Afrika avança bien plus loin de ses bases. L'avance de l'Axe fut stoppée lors de la première bataille d'Alamein en juillet 1942. Une cour d'enquête britannique fut tenue en contumace en 1942, qui jugea que Klopper était en grande partie irréprochable de la capitulation, tout en attribuant la défaite aux échecs du haut commandement britannique. Seuls sept exemplaires du verdict circulèrent, l'un étant transmis au général Jan Smuts le 2 octobre 1942. Les conclusions furent gardées secrètes jusqu'après la guerre, ce qui n'a guère contribué à restaurer la réputation de Klopper ou de ses troupes.

### Journaux
- Horn et Katz, « The Surrender of Tobruk in 1942: Press Reports and Soldiers' Memories », Scientia Militaria, vol. 44, no 1,‎ 2016, p. 190–208 (DOI 10.5787/44-1-1167, lire en ligne, consulté le 10 novembre 2019)